# Marky Ramone
Marc Steven Bell (Brooklyn, Nueva York, 15 de julio de 1952), más conocido como Marky Ramone, es un músico estadounidense, reconocido principalmente por su participación en el grupo Ramones como batería. Una figura icónica del punk rock, anteriormente a Ramones, estuvo en otras bandas de punk como Jayne County con Wayne County And The Electric Chairs y después con The Voidoids junto a su líder Richard Hell, solo que en aquel entonces no llevaba el seudónimo de Marky Ramone.

## Biografía
Marky reemplazó a Tommy Ramone en la batería de Ramones después de que este se retirara en 1978. Su primera participación fue en el disco Road to Ruin de ese mismo año y tocó en vivo por primera vez el 29 de junio. 
Anteriormente a Ramones, había sido batería de las bandas de punk rock Wayne County And The Electric Chairs junto a su líder Jayne County y de The Voidoids con su líder Richard Hell, todo esto entre 1974 y 1977, con este última banda grabó algunos discos. Su último concierto con The Ramones fue el 27 de noviembre de 1982, tras lo cual se retiró de la banda por tener problemas con el alcohol. Estos problemas le llevaron a faltar a un concierto el 10 de octubre de 1981, el único que se suspendió en toda la historia de la banda. Fue reemplazado por Richie Ramone. Sin embargo, el 4 de septiembre de 1987 regresó a la banda donde permaneció hasta la disolución del grupo en 1996. Su último concierto de la gira mundial fue en Argentina, aunque se recuerda una última participación en el festival Lollapaloza a finales de ese año. 
En 2006 se celebró el trigésimo aniversario de la grabación del primer álbum y Marky se encargó de realizar una gira mundial, en la que se recuerdan viejos temas como: Blitzkrieg Bop, Judy Is A Punk, Beat On The Brat, entre otras.
En 2006 junto con Tequila Baby realizan un concierto rememorando canciones de The Ramones (Marky Ramone & Tequila Baby Ao Vivo) y con el artista invitado Sebastián del grupo argentino Expulsados que canta uno de sus más exitosos sencillos (Poison Heart)
Desde entonces ha tocado en las bandas Speed Kings, The Misfits y The Intruders entre otras.
Su primera banda fue "Dust", pero como eran muy jóvenes no podían tocar en ningún lado. De todas formas grabaron dos discos, en los cuales Marky era muy técnico en la batería
Actualmente tiene una banda llamada Marky Ramone's Blitzkrieg, en sus inicios estuvo el excantante de The Misfits, Michale Graves. Desde 2016, el cantante es Ken Stringfellow, conocido por haber formado parte de The Posies, R.E.M. y Big Star, cuya discografía abarca más de 200 álbumes.
En la actualidad sigue dando conciertos por diferentes países del mundo.

## Discografía
La siguiente es una lista de los álbumes y sencillos que Marky Ramone ha registrado a lo largo de su carrera.
Con Dust:
- 1971 - Dust
- 1972 - Hard Attack

Con Estus:
- 1973 - Estus

Con The Voidoids:
- Álbumes de estudio
  - 1977 - Blank Generation

- Sencillos
  - 1976 - Another World
  - 1977 - Blank Generation

Con Ramones:
- Álbumes de estudio:
  - 1978 - Road to Ruin
  - 1980 - End of the Century
  - 1981 - Pleasant Dreams
  - 1983 - Subterranean Jungle
  - 1989 - Brain Drain
  - 1992 - Mondo Bizarro
  - 1993 - Acid Eaters
  - 1995 - ¡Adiós Amigos!

- Álbumes en directo
  - 1991 - Loco Live [EU Version]
  - 1992 - Loco Live [US Version]
  - 1996 - Greatest Hits Live
  - 1997 - We're Outta Here

- Álbumes recopilatorios
  - 1988 - Ramones Mania (compilation)
  - 1991 - All The Stuff (And More!) Volume 2
  - 1999 - Hey Ho! Let's Go: The Anthology
  - 2002 - Loud, Fast Ramones: Their Toughest Hits
  - 2005 - Weird Tales of the Ramones

- Sencillos:
  - 1978 - Needles and Pins (1978)
  - 1979 - She's the One (1979)
  - 1979 - Rock 'n' Roll High School (1979)
  - 1980 - Baby, I Love You (1980)
  - 1980 - Do You Remember Rock 'n' Roll Radio? (1980)
  - 1981 - We Want the Airwaves (1981)
  - 1981 - She's a Sensation (1981)
  - 1983 - Psycho Therapy (1983)
  - 1983 - Time Has Come Today (1983)
  - 1989 - Pet Sematary (1989)
  - 1989 - I Believe in Miracles (1989)
  - 1992 - Poison Heart (1992)
  - 1992 - Strength to Endure (1992)
  - 1993 - Touring (1993)
  - 1993 - Journey to the Center of the Mind (1993)
  - 1993 - Substitute (1993)
  - 1994 - 7 and 7 Is (1994)
  - 1995 - I Don't Want to Grow Up (1995)
  - 1995 - The Crusher (1995)
  - 1996 – R.A.M.O.N.E.S. (1996)

Con Marky Ramone and the Intruders:
- Álbumes de estudio
  - 1996 - Marky Ramone & The Intruders
  - 1999 - The Answer To Your Problems?[3]
  - 2006 - Start of the Century (disco 1)

- Sencillos
  - 1994 - Coward with the Gun (sencillo)

Con Dee Dee Ramone:
- Álbumes de estudio
  - 1989 - Standing In The Spotlight
  - 1997 - Zonked/Ain't It Fun[4]

- Sencillos
  - 1997 - I Am Seeing U.F.O's

Con The Ramainz:
- Álbumes en directo
  - 1999 - Live in N.Y.C.

Con Joey Ramone:
- Álbumes de estudio
  - 2002 - Don't Worry About Me

- Sencillos
  - 2001 - Merry Christmas (I Don't Want to Fight Tonight)
  - 2002 - What A Wonderful World

- Extended plays
  - 2002 - Christmas Spirit... In My House (EP CD)

Con Marky Ramone & the Speedkings:
- Álbumes de estudio
  - 2001 - No If's, And's or But's
  - 2002 - Legends Bleed[5]

- Sencillos
  - 2001 - Speedkings Ride Tonight
  - 2001 - Ride Tonight/Hot Rods R' Us
  - 2002 - I've Got Dee Dee On My Mind/Chinese Rocks
  - 2003 - Love Hates Me/Dirty Action
  - 2003 - Good Cop Bad Cop/Sidewalkin (sencillo)

- Álbumes en directo
  - 2002 - Alive (live album recorded December 31, 2001 in Berlin)

- Extended plays
  - 2002 - Rawk Over Scandinavia (4 tracks en directo)
  - 2003 - Speedfinns (Demo split de "Girls & Gasoline" con 4 tracks)

Con The Misfits:
- 2003 - Project 1950

With Tequila Baby:
- 2006 - Marky Ramone & Tequila Baby Live

Solista:
- 2006 - Start of the Century

Con Tarakany!:
- 2007 - Redkiye metally (mp3 release) (4 canciones en directo)

Con Teenage Head:
- 2008 - Teenage Head with Marky Ramone

Con Bluesman: 
- 2008 - Stop Thinking

Con Marky Ramone's Blitzkrieg:
- 2010 - When We Were Angels
- 2011 - If and When
- 2024 - New York, New York